# Peñafiel
Peñafiel es un municipio y localidad española de la provincia de Valladolid, en la comunidad autónoma de Castilla y León. El término municipal, que abarca además de la villa de Peñafiel las localidades de Aldeayuso, Mélida y Padilla de Duero, cuenta con una población de 5188 habitantes (INE 2024).

## Geografía
Villa histórica repoblada en el año 912 y reconquistada en 1013, se encuentra estratégicamente situada en el centro de su comarca, a 56 km de la capital Valladolid, en dirección este. Incluye en su término municipal a las localidades de Aldeayuso, Mélida y Padilla de Duero. Peñafiel es el centro de la comarca Campo de Peñafiel, que incluye el Valle del Cuco, Vega del Pajares, Botijas, Duero y Duratón.

### Ubicación

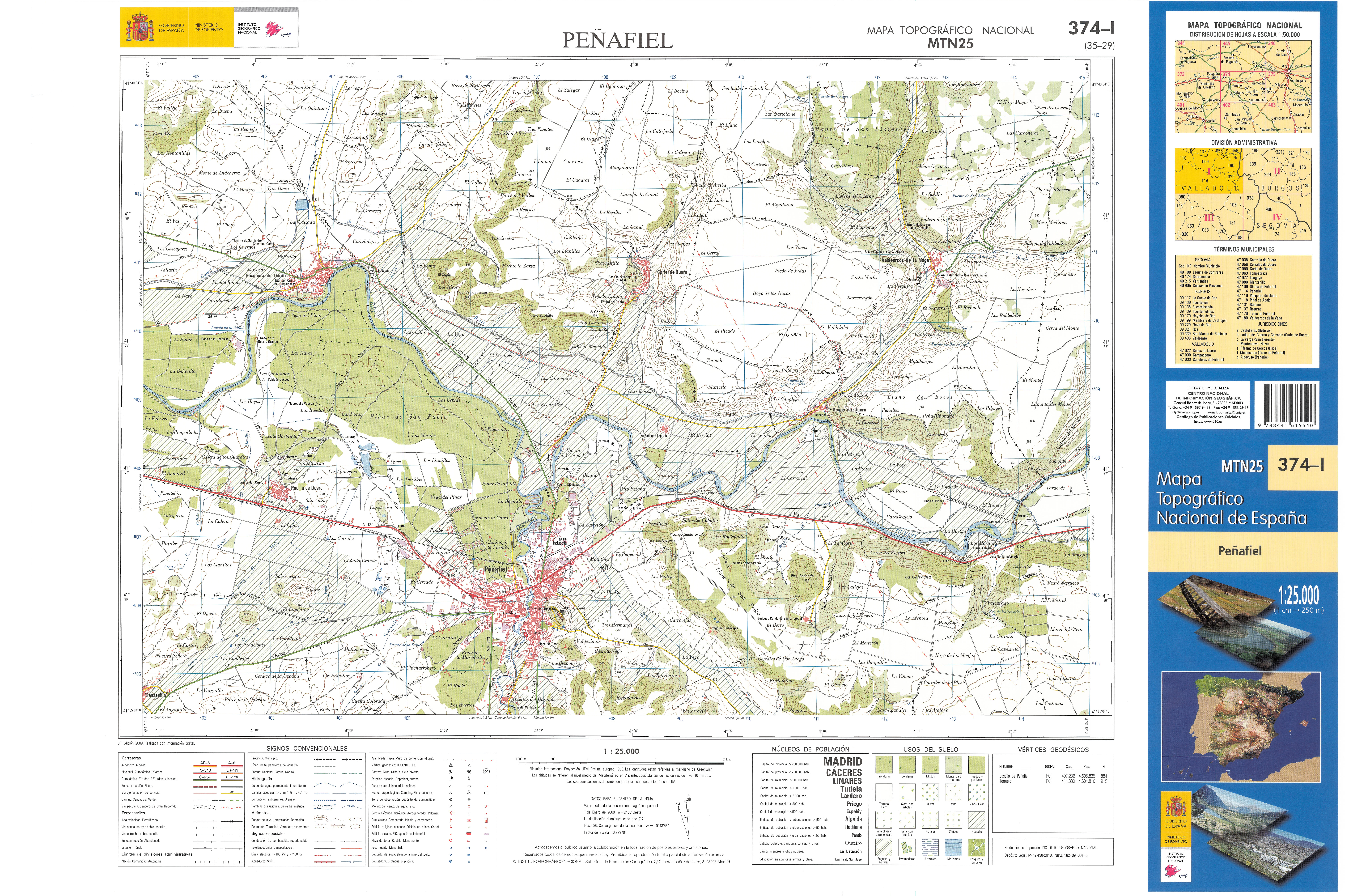
Fragmento de la hoja 374 del Mapa Topográfico Nacional de España de 2009 en el que se representa Peñafiel

La localidad está situada a una altitud de 754 m s. n. m. en el este de la provincia de Valladolid, en el centro de la Meseta Norte.

Extensión del término municipal en la provincia de Valladolid

| Noroeste: Pesquera de Duero               | Norte: Curiel de Duero     | Noreste: Bocos de Duero                      |
| Oeste: Manzanillo y Quintanilla de Arriba |                            | Este: Castrillo de Duero y Olmos de Peñafiel |
| Suroeste: Torre de Peñafiel               | Sur: Canalejas de Peñafiel | Sureste: Rábano                              |

### Clima
De acuerdo a los datos de la tabla a continuación —según la clasificación climática de Köppen modificada— se puede clasificar al clima de Peñafiel como un clima fresco de tipo Cfb (oceánico). Esta clasificación se debe a que las precipitaciones invernales no son lo suficientemente marcadas como para suponer el máximo de precipitación mensual seleccionado de los meses «invernales» más del triple de la precipitación del mes «veraniego» más seco, además de no cumplir condiciones de clima semiárido ni superar los 22 °C de media en el mes más cálido. En este caso particular las precipitaciones son escasas y se distribuyen de manera relativamente equilibrada a lo largo del año, aunque el verano es la estación más seca y los máximos relativos de precipitación ocurren en primavera y otoño.
| Parámetros climáticos promedio de Peñafiel en el periodo 1978-2003                                                                            | Parámetros climáticos promedio de Peñafiel en el periodo 1978-2003 | Parámetros climáticos promedio de Peñafiel en el periodo 1978-2003 | Parámetros climáticos promedio de Peñafiel en el periodo 1978-2003 | Parámetros climáticos promedio de Peñafiel en el periodo 1978-2003 | Parámetros climáticos promedio de Peñafiel en el periodo 1978-2003 | Parámetros climáticos promedio de Peñafiel en el periodo 1978-2003 | Parámetros climáticos promedio de Peñafiel en el periodo 1978-2003 | Parámetros climáticos promedio de Peñafiel en el periodo 1978-2003 | Parámetros climáticos promedio de Peñafiel en el periodo 1978-2003 | Parámetros climáticos promedio de Peñafiel en el periodo 1978-2003 | Parámetros climáticos promedio de Peñafiel en el periodo 1978-2003 | Parámetros climáticos promedio de Peñafiel en el periodo 1978-2003 | Parámetros climáticos promedio de Peñafiel en el periodo 1978-2003 |
| Mes | Ene.                                                               | Feb.                                                               | Mar.                                                               | Abr.                                                               | May.                                                               | Jun.                                                               | Jul.                                                               | Ago.                                                               | Sep.                                                               | Oct.                                                               | Nov.                                                               | Dic.                                                               | Anual                                                              |
| --- | ------------------------------------------------------------------ | ------------------------------------------------------------------ | ------------------------------------------------------------------ | ------------------------------------------------------------------ | ------------------------------------------------------------------ | ------------------------------------------------------------------ | ------------------------------------------------------------------ | ------------------------------------------------------------------ | ------------------------------------------------------------------ | ------------------------------------------------------------------ | ------------------------------------------------------------------ | ------------------------------------------------------------------ | ------------------------------------------------------------------ |
| Temp. media (°C) | 3.6                                                                | 5.2                                                                | 8.2                                                                | 9.4                                                                | 13.8                                                               | 18.1                                                               | 21.4                                                               | 21.4                                                               | 17.4                                                               | 12.2                                                               | 7.2                                                                | 4.6                                                                | 11.9                                                               |
| Precipitación total (mm) | 37.9                                                               | 25.7                                                               | 24.7                                                               | 45.4                                                               | 51.2                                                               | 30.8                                                               | 19.0                                                               | 21.0                                                               | 30.1                                                               | 48.8                                                               | 44.2                                                               | 44.0                                                               | 422.8                                                              |
| Fuente: Ministerio de Agricultura, Alimentación y Medio Ambiente. Datos de precipitación y temperatura para el periodo 1978-2003 en Peñafiel. |                                                                    |                                                                    |                                                                    |                                                                    |                                                                    |                                                                    |                                                                    |                                                                    |                                                                    |                                                                    |                                                                    |                                                                    |                                                                    |

## Historia

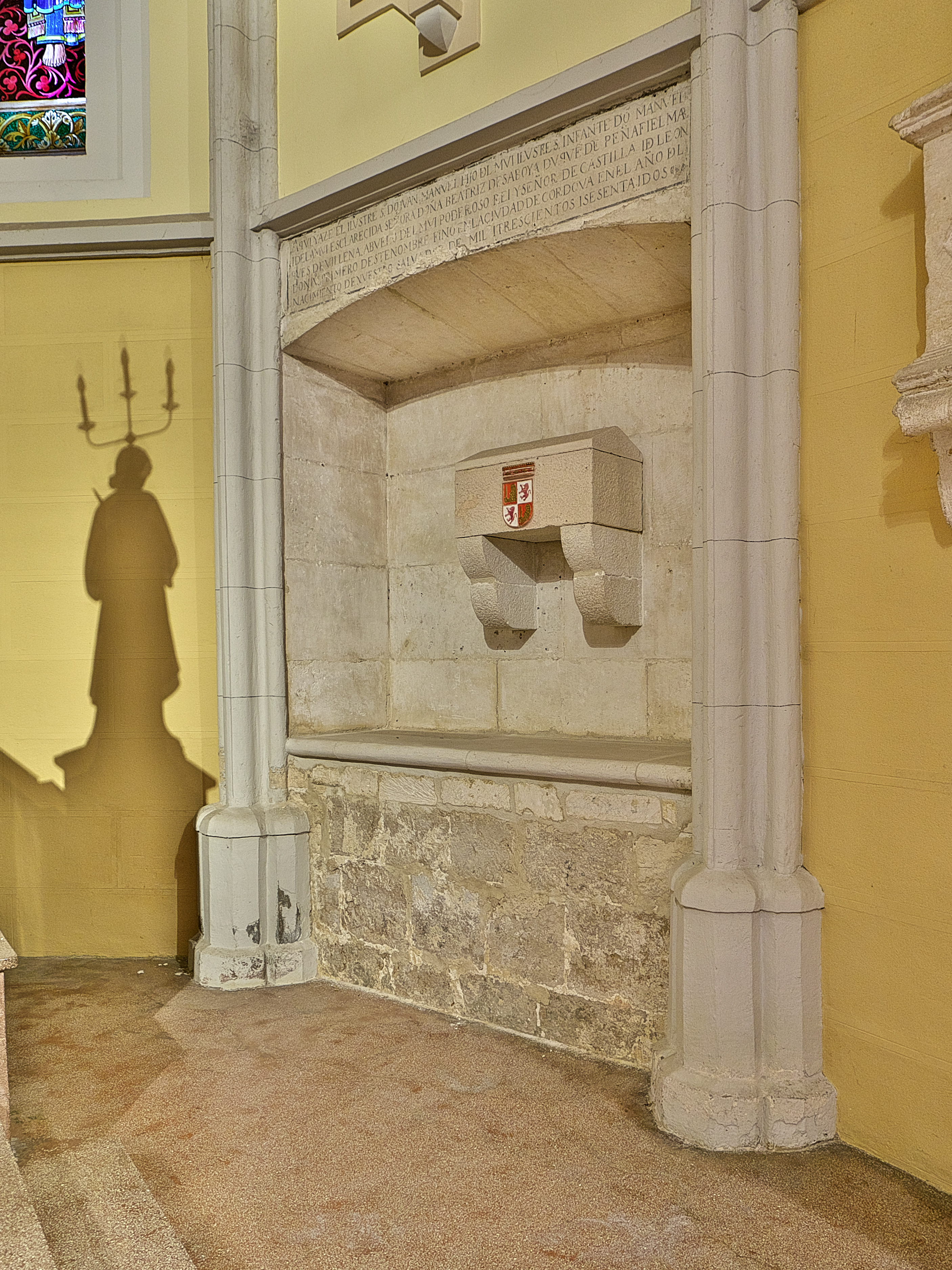
Urna de piedra donde reposan los restos de Don Juan Manuel. Convento de San Pablo de Peñafiel.

Su origen se remonta a culturas prehistóricas —existen restos de asentamientos vacceos en los alrededores e incluso anteriores que se remontan al 2900 a. C. (muralla de Pico de la Mora)—, aunque es durante la Reconquista cuando se asienta un núcleo urbano al pie del cerro que domina el castillo. A principios del siglo X Penna Fidele se erige como plaza fuerte del Condado de Monzón frente a Al-Ándalus, pasando a depender a finales de siglo del condado de Castilla. Con Sancho García, adquiere una posición privilegiada al albergar un castillo de frontera.
El gran señor de la villa fue Don Juan Manuel (1282-1348), señor, duque y príncipe de Villena, hijo del infante Don Manuel y sobrino del rey Alfonso X el Sabio. Don Juan Manuel elige Peñafiel como el lugar preferido de todos sus estados repartidos por varios lugares de la geografía española.
La villa, que había sido incorporada a la corona de Castilla en 1367, fue otorgada el 21 de julio de 1448 a Pedro Girón.
En 1421, nació Carlos de Viana, Hijo de Juan II de Aragón y Blanca de Navarra nació en Peñafiel por el hecho de que su padre era en ese momento, 1421, duque de Peñafiel y tenía esta villa como el principal de sus vastísimos dominios en la Corona de Castilla, heredados de su padre, que, antes que rey de Aragón fue infante de Castilla.
La ilustre villa de Peñafiel contó —desde su fundación en 1013— con una verdadera historia, vinculada al proceso artístico y social. Albergó un gran número de edificios civiles y religiosos de gran importancia. Desde la etapa medieval, Peñafiel llegó a reunir un total de 18 Iglesias, así como los tres Conventos (Dos de frailes y Uno de Monjas). Aparte, también de las seis Ermitas documentadas, dos de ellas conservadas; fruto de la gran religiosidad de las gentes del lugar y la época.
El ferrocarril, los cereales y la industria

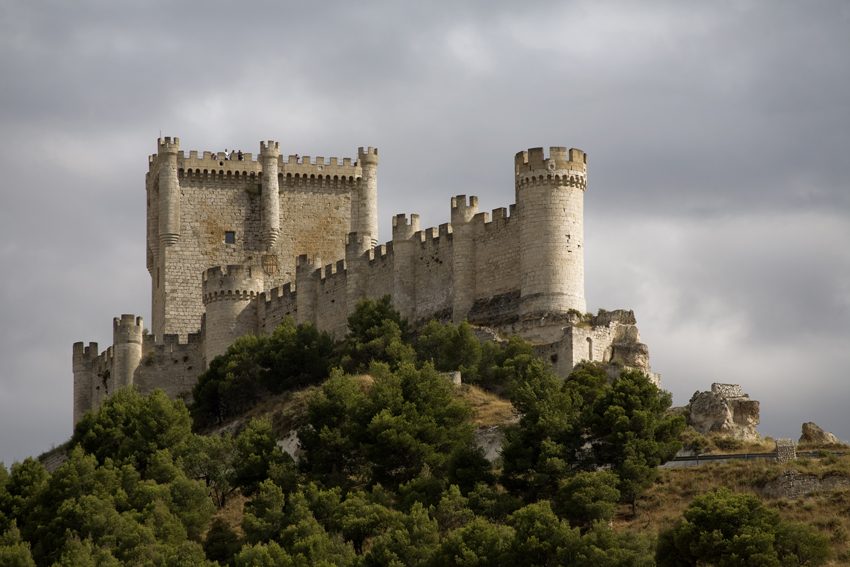
Perspectiva lateral del castillo.

En 1895 se abrió al tráfico la línea Valladolid-Ariza, que pasaba por este municipio y otros, como Aranda de Duero. La llegada del ferrocarril a Peñafiel la convirtió en el centro de una comarca mucho más amplia que el Campo de Peñafiel. Las zonas del Valle del Esgueva, Cantalejo y toda la Churrería confluían con sus productos agrícolas en Peñafiel y a la vez se aprovisionaban en sus comercios.[cita requerida] Además de los molinos tradicionales en las aceñas del Duratón, se instalaron fábricas de harinas en Peñafiel, Campaspero y Pesquera. 

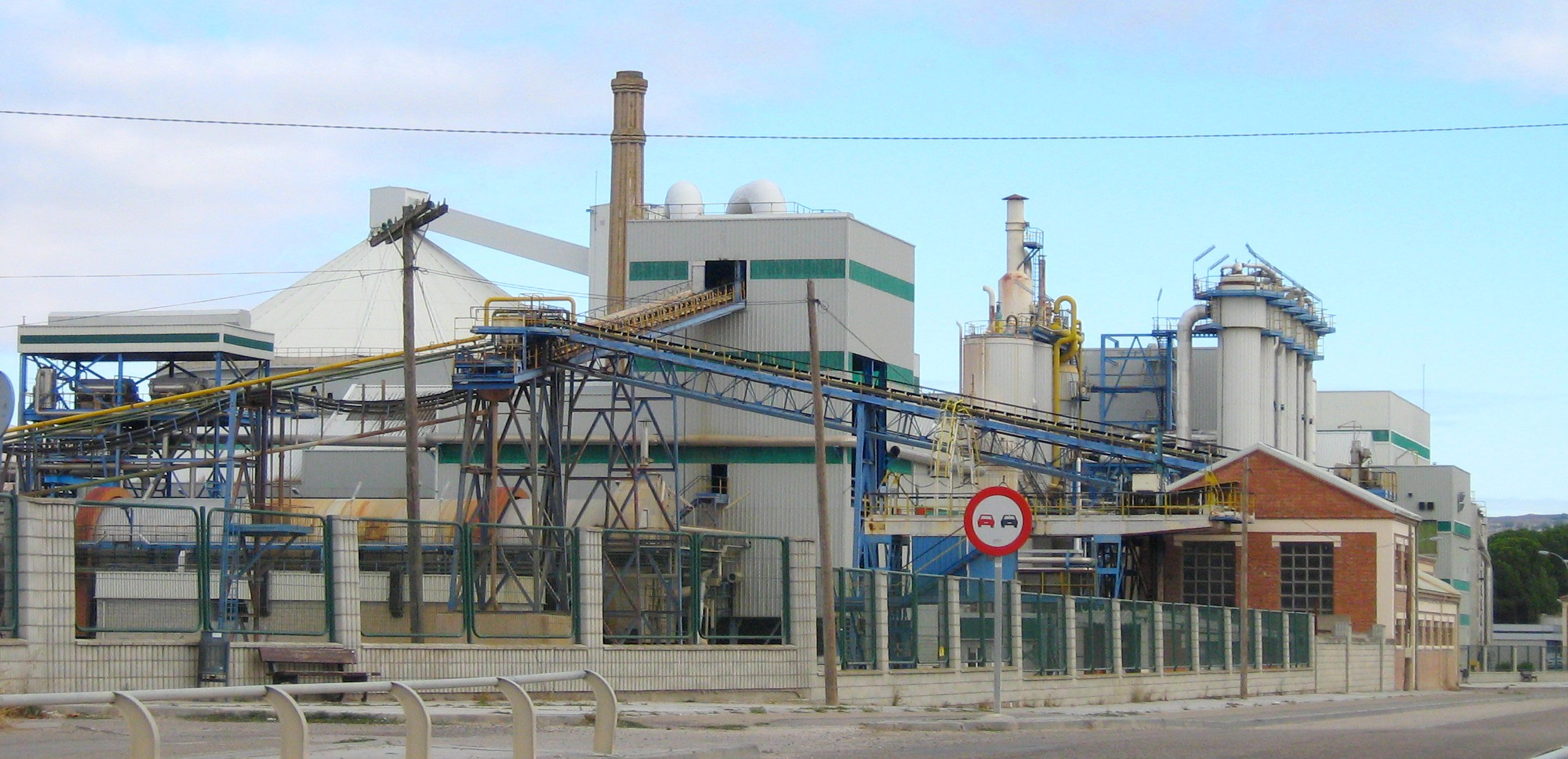
Azucarera.

La estación de Peñafiel fue durante mucho tiempo la estación con más movimiento en la zona 1.ª de RENFE. La Sociedad Anónima Cros, la primera empresa de fertilizantes del país, construyó un almacén con apartadero de ferrocarril y creó una delegación en Peñafiel para atender una extensa zona de influencia en las provincias de Segovia y Valladolid.
Segunda República
El 1 de mayo de 1934 se produjo en Peñafiel "una colisión entre elementos derechistas e izquierdistas" -según la nota de prensa. Los contendientes se acometieron a cuchilladas resultando muertos Manuel Torrosa, un hijo suyo de 17 años y otro joven apellidado Alonso. Se practicaron muchas detenciones. En efecto, parece que en primer lugar murió Alonso, un muchacho de 16
años apodado “Murón”. En venganza a esta muerte, un grupo de jóvenes acuchilló a Manuel Torrosa y a su hijo, apodados los “Zarzosos”. Más adelante murió otra persona, conocida como “El Charol”.
En los años 1950 funcionaban a pleno rendimiento tres fábricas de harinas (Harinera Gallega en la aceña del Duero, Industrias del Campo e Hijos de Martín Moral en las inmediaciones de la estación del ferrocarril) y tres fábricas de galletas ICSA (Industrias del Campo S.A.), DAT (Derivados del Azúcar y Trigo) y Casa Santiveri. Las fábricas de galletas empleaban una buena cantidad de mujeres jóvenes, en una época en que el empleo femenino era prácticamente inexistente. En este momento, la existencia del ferrocarril contribuyó a que la empresa Azucareras Castellanas, construyera la Azucarera de Peñafiel (en un primer momento, llamada "Azucarera Nueva Rosario", fue trasladada desde Pinos Puente en 1953.
La facilidad del transporte de cereal, por ferrocarril, a las zonas consumidoras hizo que aumentara la producción, pero no se creó ganadería en la zona, convirtiéndola en simple exportadora de materias primas. Llegando a que en el Servicio Nacional de Cereales se tomara Peñafiel como punto más excedentario de cereales en España.
Sólo en la década de 1960 se instaló una pequeña fábrica de piensos compuestos (UFAC), que se trasladó en poco tiempo a Valladolid.
Efemérides históricas
912. Se produce la fundación y repoblación de Núcleos antiguos en el Valle del Duero, en el que destaca la primera repoblación de Peñafiel.
1013. El conde Castellano Sancho García reconquista Peñafiel. Se conserva desde entonces la frase pronunciada por el conde Castellano y ahora forma el lema de la Villa : "Esta será la Peña más Fiel de Castilla".

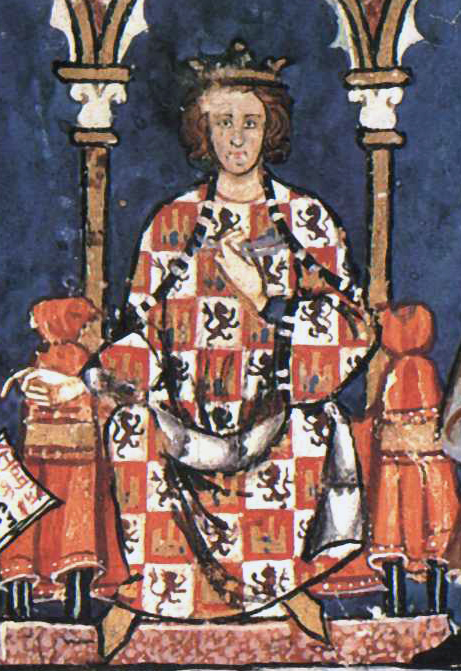
Alfonso X otorgó fuero a Peñafiel en el año 1256.

1256. Alfonso X de Castilla concede el Fuero Real a Peñafiel el 19 de julio de 1256.
1294. En principios del año, Sancho IV de Castilla hace un recorrido la zona incluyendo a Peñafiel.
1394. Fernando el de Antequera, rey de Aragón (1412-23), duque de Peñafiel, ordenó que se permitiera cortar de los pinares de Cuéllar la madera necesaria para el castillo de Peñafiel. Además procuró activamente deslindar los términos entre ambas villas.
1396. Los guardas del concejo de Peñafiel tomaron dos acémilas a Diego Vicente, vecino de Minguela porque lo hallaron arando en el común. D. Fernando exhortó a ambos concejos de Peñafiel y Cuéllar a avenirse y trabajar los términos.
1421, nació Carlos de Viana, Hijo de Juan II de Aragón y Blanca de Navarra nació en Peñafiel por el hecho de que su padre era en ese momento, 1421, duque de Peñafiel.
1422. Fallece, en el Convento de San Francisco de la Villa de Peñafiel, el fundador franciscano fray Pedro de Villacreces.
1429. Juan II de Castilla acampó en Rábano y logró entrar pacíficamente en Peñafiel, donde estaban en rebeldía, D. Pedro, el infante de Aragón y el conde de Castro.
1444. Juan II después de un combate de tres horas tomó Peñafiel.
1445.  Se hicieron ordenanzas con Cuéllar para el mejor aprovechamiento y mejora de los bienes comunes.
1456. Enrique IV de Castilla autoriza a D. Pedro Girón a reedificar el castillo. Se reedifica la torre del homenaje colocando los escudos de la familia Girón.

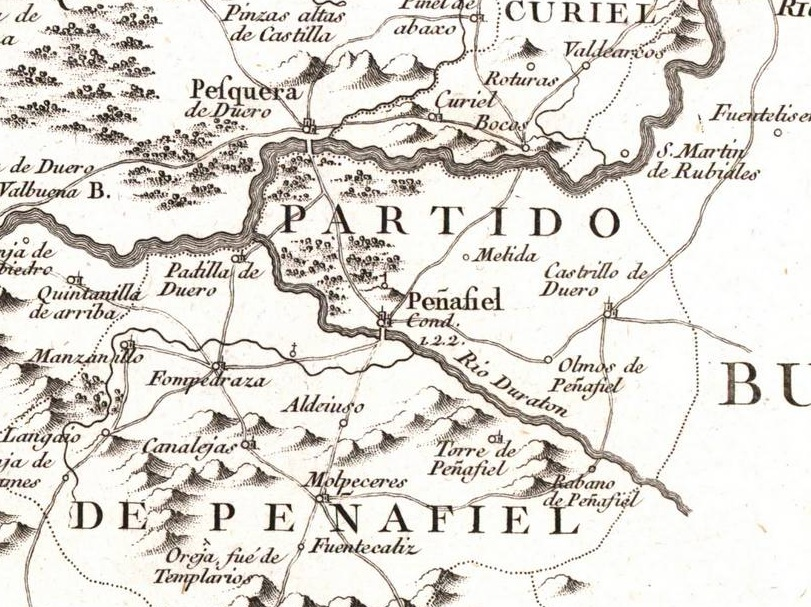
Detalle centrado en Peñafiel de la hoja n.º 4 del mapa de la provincia de Valladolid publicado en 1779 por Tomás López.

1835. Aspiroz sale hacia Roa con una columna de tropas.
1836. Los liberales de Roa vienen a refugiarse en Peñafiel, huyendo de los generales carlistas Basilio García y Juan Manuel Balmaseda.
1863. Se tiende la línea de telégrafo de Valladolid a Soria con oficinas en Peñafiel, Aranda de Duero y el Burgo de Osma. Se construye la ermita del Santísimo Cristo del Humilladero.
1895. Se inaugura la línea de ferrocarril Valladolid-Ariza, lo que contribuyó al auge económico de Peñafiel.
1927. Once viticultores de Peñafiel fundan el 29 de marzo de 1927 la bodega Cooperativa Ribera Duero ("La primera en la Ribera"), naciendo así la marca más famosa de la Ribera del Duero "PROTOS". Esta bodega es el germen de lo que en 1982 será la D.O. Ribera del Duero.
1948. La mayor crecida del Duratón en el siglo XX tuvo lugar el 29 de enero. El agua
tiró el pretil del puente Valdobar. Coincidió con la última gran crecida del Duero. Aún no estaba en servicio el embalse de Cuerda del Pozo, acabado de construir en 1941, que en 2008 aún regula el Duero, hasta su confluencia con el Pisuerga. El agua del Duero tapó totalmente el viejo Puente Duero. La altura de la crecida hizo retroceder al Duratón en su confluencia con el Duero.

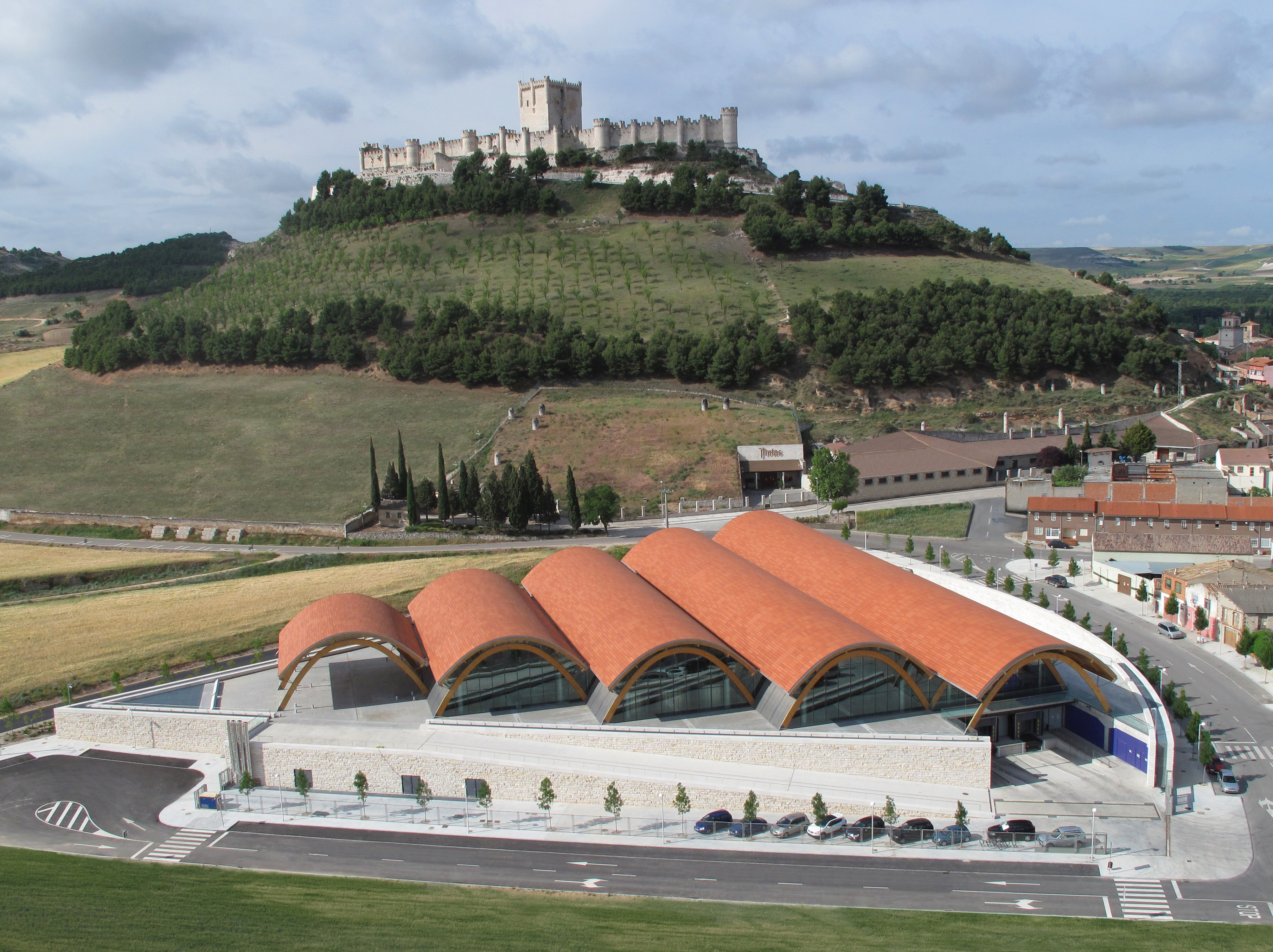
Bodegas Protos.

1983. Último año del encierro campero saliendo los toros desde Pajares.
1985. Siendo alcalde D. Miguel-Ángel Alonso Tombo se acondiciona y se reforma la antigua casa del agua del Valdobar y se convierte en la ermita de San Roque del Valdobar, acogiendo desde 1984 una romería con traslado del San Roque el 14 de agosto a las 6:30.
1985. Se suprime el servicio de viajeros en la línea Valladolid - Ariza alegándose falta de rentabilidad. El informe no reflejaba los datos reales de la línea.
1989. Aparece un tesorillo de monedas de plata en la plaza del Mercado viejo.
1999. Se construye el Museo provincial del Vino en el interior del castillo, a cargo de la Diputación de Valladolid.
2008. Con una inversión de 36 millones de €, se termina la construcción de la nueva bodega PROTOS, diseñada por el prestigioso estudio Rogers Stirk Harbour + Partners en colaboración con el estudio barcelonés Alonso Balaguer Arquitectos Asociados. El Proyecto es dirigido por el arquitecto británico Richard Rogers. La nueva bodega ha recibido numerosos premios internacionales de diseño y arquitectura, entre ellos el Civic Trust Awards 2010, el RIBA European Award 2009, ha sido finalista del prestigioso Stirling Prize 2009, elegida bodega del año 2013 por Wine & Spirits, y se ha convertido en uno de los mayores atractivos turísticos de la villa.
2010. Etapa 17.ª de la vuelta ciclista a España, contrarreloj Peñafiel-Peñafiel.
2017. Junto a Medina de Rioseco albergó el 54.º congreso nacional de prensa deportiva que organiza la asociación española de la prensa deportiva.

## Demografía
Cuenta con una población de 5188 habitantes (INE 2024).
| Gráfica de evolución demográfica de Peñafiel entre 1842 y 2021 |
| |
| Población de derecho según los censos de población del INE Población de hecho según los censos de población del INEEntre el censo de 1981 y el anterior, crece el término del municipio porque incorpora a 47107 (Padilla de Duero) |

## Símbolos

Diseño utilizado por el Ayuntamiento

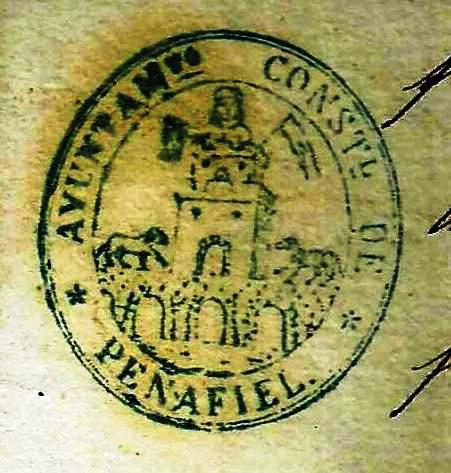
Escudo y sello del Ayuntamiento Constitucional de Peñafiel de 1848 a 1882

### Escudo
El escudo de Peñafiel actual aparece ya documentado en los punzones de los plateros Luis Blanco, Gabriel de Segovia y Juan de Segovia, desde mediados del siglo XVI, representándose un castillo de tres torres que es coronado por un halcón. El actual diseño fue aprobado en 1975 siendo alcalde de la villa Antonio Morán García.
Escudo en forma de piel de toro o casulla. En campo de azur (azul), una torre de oro (dorado), con puertas y ventanas de gules (rojo), sobre un cerro de sinople (verde) y, posado en la torre, un halcón de su color natural, con las alas recogidas, mirando vigilante hacia la derecha del escudo, y bordura de plata, cargada con el lema “ESTA SERÁ LA PEÑA MÁS FIEL DE CASTILLA”, en letras de sable (negro). Al timbre, una corona ducal.
Este diseño teniendo la torre y el halcón, viene siendo oficial desde 1882, cuando se adoptó esta heráldica. Anterior a la misma hubo un diseño especial que tuvo una vigencia de 1848 a 1882, representándose en el mismo: En el campo, Torre de dos pisos de piedra con portillo central, sobre puente de tres arcos donde pasan corrientes de agua. En la parte superior de la torre una figura humana que sujeta con la mano una cabeza degollada por su melena, y a su derecha un pendón que cuelga de forma oblicua. A los lados de la Torre, un cordero a izquierda y un perro o lobo a la derecha.

### Bandera
La bandera de Peñafiel es en su totalidad de color rojo carmesí, y en su centro se representa el escudo de la Villa. El pendón de la villa tiene la misma composición que la bandera, aunque porta franjas doradas delimitando todos sus extremos.

## Administración y política
Histórico de alcaldías
Lista de alcaldes:
Trienio Liberal
- 1820: Bernardo González.
- 1821: Antonio Carranza.
- 1822: Agustín Ramón Hejado.
- 1823: Benito Nuñez Gamarra.

Isabel II
- 1837: Julián Capdevila.
- 1838: Ruperto de la Puente.
- 1839: Andrés Alonso García.
- 1840 Julián Capdevila.
- 1841: Ruperto de la Puente.
- 1842: Baltasar Sobrino.
- 1843: Bonifacio García.
- 1844-45: Ramón Lubiano.
- 1846-47: Luciano Novo.
- 1848: Eleuterio Alonso.
- 1849: ¿?
- 1850: Plácido Álvarez.
- 1852-53: Pedro de la Torre.
- 1854: Andrés Alonso.
- 1855-56: Juan Velasco Cea.
- 1857: ¿?
- 1858: Tomás Mínguez.
- 1859-61: Ruperto de la Puente.
- 1862: ¿?
- 1863-66: Pedro Burgoa Álvarez.
- 1867: Eleuterio Alonso.
- 1868: Domingo Corcho.

Sexenio Democrático

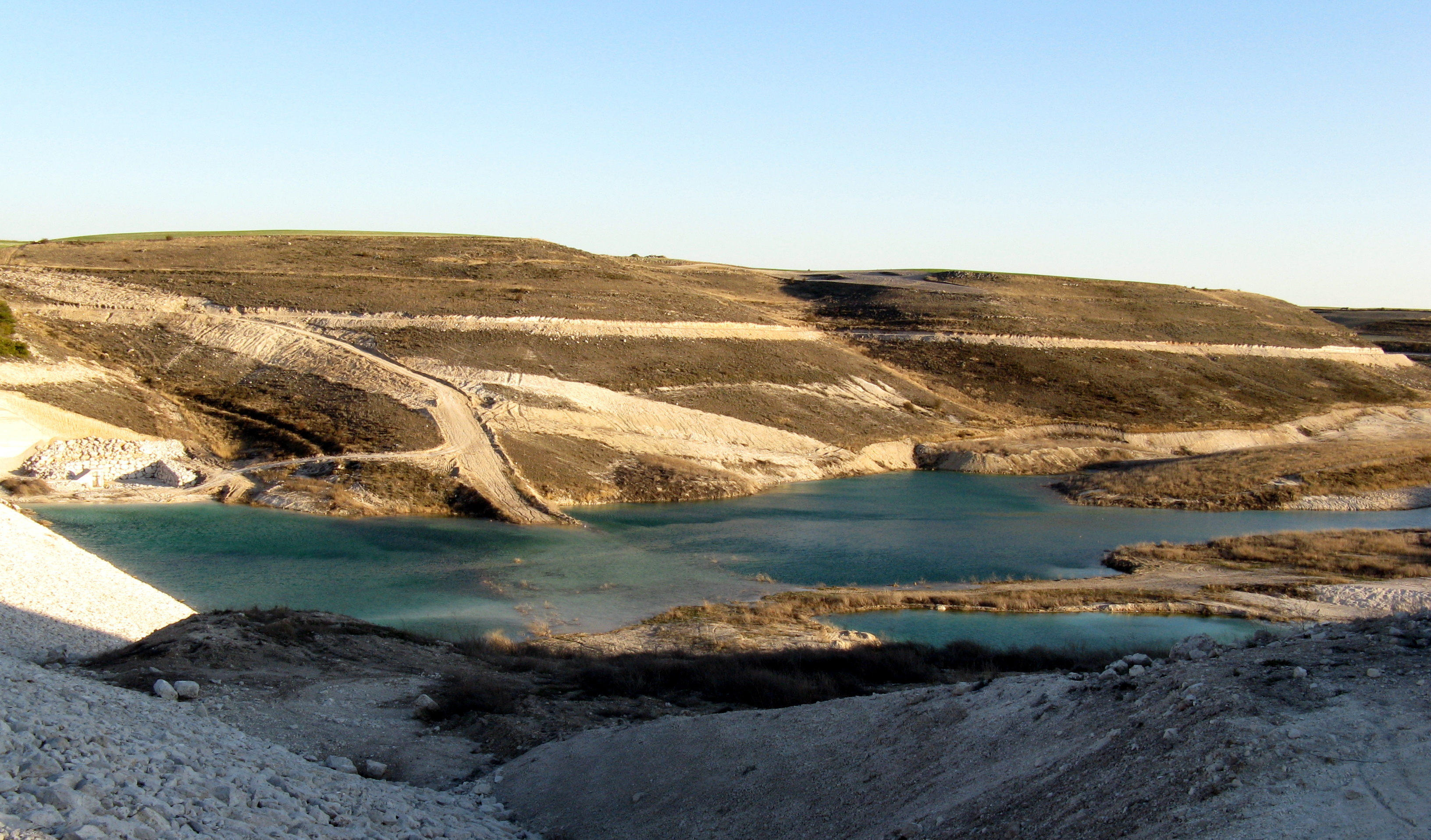
Embalse de Valdemudarra, situado a 3 km de Peñafiel

- 1869-71: Dámaso Fernández de Velasco.
- 1872: Domingo Burgueño.
- 1873: Domingo Corcho.
- 1874: Francisco Novo.

Alfonso XII
- 1875-76: Inocencio García.
- 1877-79: Maximino Benito.
- 1880: Domingo García.
- 1881-83: Pedro Burgoa Álvarez.
- 1884-87: Domingo Burgueño Elipe.
- 1888-94: Saturnino Álvarez Lubiano.
- 1896-99: Fernando de Frutos Calleja.
- 1899-01: Francisco Novo Casado.

Alfonso XIII
- 1902-05: Eustasio Sanz García.
- 1906-07: Francisco Javier Mínguez López de Ribera.
- 1908-09. Saturnino Álvarez Lubiano.
- 1910-14: Faustino García Molinero.
- 1914-16: Teófilo Burgueño Fernández de Velasco.
- 1916-17: Eustasio Sanz García.
- 1917: Manuel Lagunero Burgueño.
- 1917-19: Eustasio Sanz G.
- 1919-20: Eugenio Velasco Salinero.
- 1920-21: Florián Martín Esteban.
- 1921-23: Pedro Burgoa de Pedro.
- 1923: Benigno Velasco Novo.
- 1923-24: Enrique de la Villa de la Torre.
- 1924-27: Ángel Escribano Álvarez.
- 1928-30: Bernardo de Frutos Arévalo.
- 1930-1930  Faustino del Campo Sobrino
- 1930-1931  Pedro Burgoa de Pedro

Segunda República
- 1931-1931 Celestino Velasco Salinero (Gestora)
- 1931-1934  Celestino Velasco Salinero
- 1934-1936  Miguel Rico Moya (Gestora)
- 1936-1936  Celestino Velasco Salinero
- 1936-1936   Isaías de Pablo Velasco de Rozas (Gestora)

Guerra Civil
- 1936-1936  Miguel Rico Moya
- 1936-1940  Pedro Arranz Molinero

Dictadura de Francisco Franco
- 1940-1951  Mariano Calderón Arranz
- 1951-1956  Victoriano Lerma Rodríguez
- 1956-1967  Ángel Escribano de la Torre
- 1967-1974  Francisco Sanz Olmedo
- 1974-1979  Antonio Morán García

Fuente: Los alcaldes de Peñafiel en el siglo XX de María Jesús Marcos Mínguez (Libro de Fiestas, Peñafiel, año 2000)
Período Democrático
| Periodo   | Nombre                    | Partido |
| --------- | ------------------------- | ------- |
| 1979-1983 | Santos Martín Marcos      | UCD     |
| 1983-1987 | Miguel Ángel Alonso Tombo | PSOE    |
| 1987-1991 | Rosa María Aguado Ruiz    | CDS     |
| 1991-1995 | Honorino Fernández Sanz   | PSOE    |
| 1995-1999 | Félix Ángel Martín Díez   | PP      |
| 1999-2003 | Félix Ángel Martín Díez   | PP      |
| 2003-2007 | Agapito Hernández Negro   | PP      |
| 2007-2011 | Félix Ángel Martín Díez   | PP      |
| 2011-2015 | Roberto Díez González     | PP      |
| 2015-2019 | Roberto Díez González     | PP      |
| 2019-2023 | Elías Arranz Martín       | PSOE    |
| 2023-act. | Roberto Díez González     | PP      |

Notas al respecto: El mandato de Rosa María Aguado abarca desde 1987 hasta 1990; y el mandato de Honorino Fernández Sanz abarca desde 1990 hasta 1995. (Fuente: Libros de Fiestas, Ayuntamiento de Peñafiel)

## Patrimonio

### Arquitectura militar
- Castillo de Peñafiel (BIC)

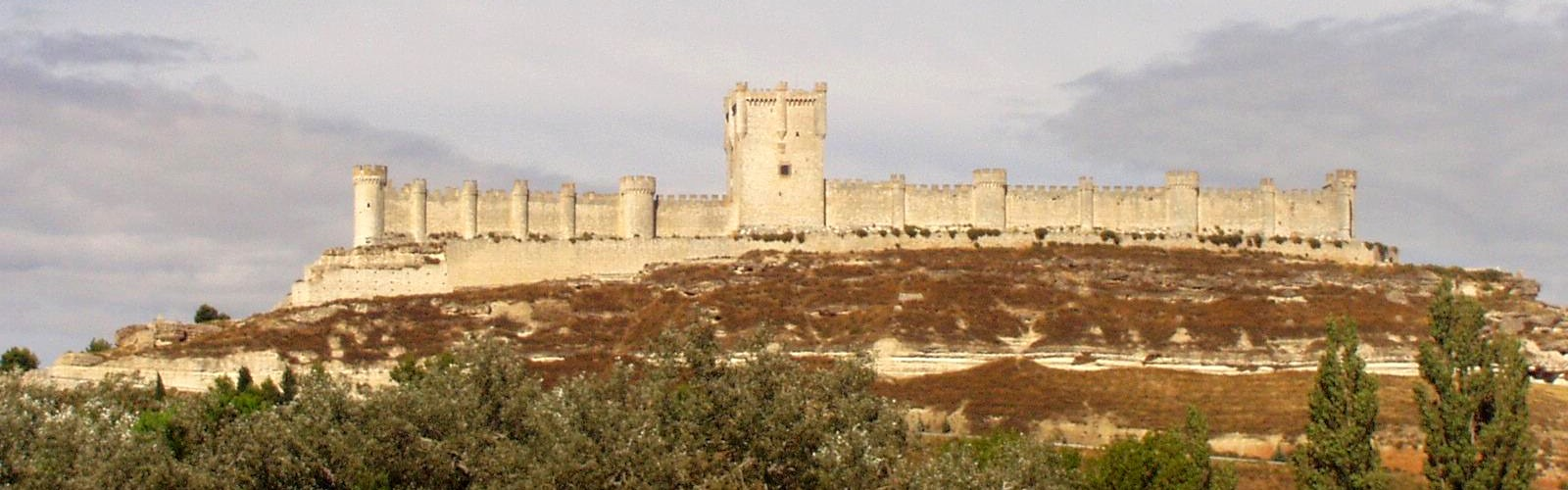
Castillo de Peñafiel.

Fue edificado, en una primera parte, entre los siglos IX y X, siendo pieza importante durante la conquista definitiva de la plaza por el conde castellano Sancho García en 1013. Posteriormente, fue reedificado en la época del infante Juan Manuel, señor de la villa. La fisonomía del castillo corresponde a las obras realizadas hasta la tercera cuarta parte del siglo XV.
En el castillo se encuentra ubicado el Museo provincial del Vino de Valladolid después de una rehabilitación del mismo.
Es el edificio más característico de la Villa. También existía el Alcázar de Alfonso X (también llamado Castillo Bajo) que se encontraba en el lugar del Convento de San Pablo y San Juan y, al lado del Río Duratón.
- Muralla (BIC)

Rodeando a la villa se construyó una muralla de altos muros, conservándose algunos lienzos de ella. Concretamente situados en la actual calle de Las Rondas. Su recorrido partía del Castillo, bajaba hasta la plaza del Coso rodeándola y continuando hasta la línea del río Duratón por donde transcurría hasta la zona de San Lázaro, por donde transcurría cerca de La Pintada y la Puerta de San Boal, y por último ascendiendo hasta el Castillo.[cita requerida]

### Arquitectura civil
- Hospitales, Estudio de Gramática y Palacios

Contó también con Hospitales (como el de la Santísima Trinidad o el de La Concepción); Estudio de Gramática; varios palacios (siendo el más importante la casa del duque de Osuna) y diferentes casas señoriales, domicilios de los hijos de hidalgo. La plaza de mercado se situaba extramuros, en el arrabal de la villa, y la plaza del Coso se construó en su momento para "correr los toros el día 15 de Agosto", cuya constancia más antigua son las sueltas de 1433.
- Puentes

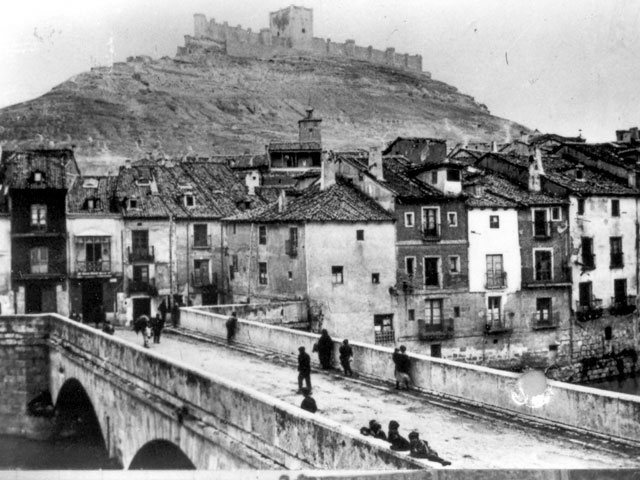
Puente de la Leona sobre el río Duratón, principios

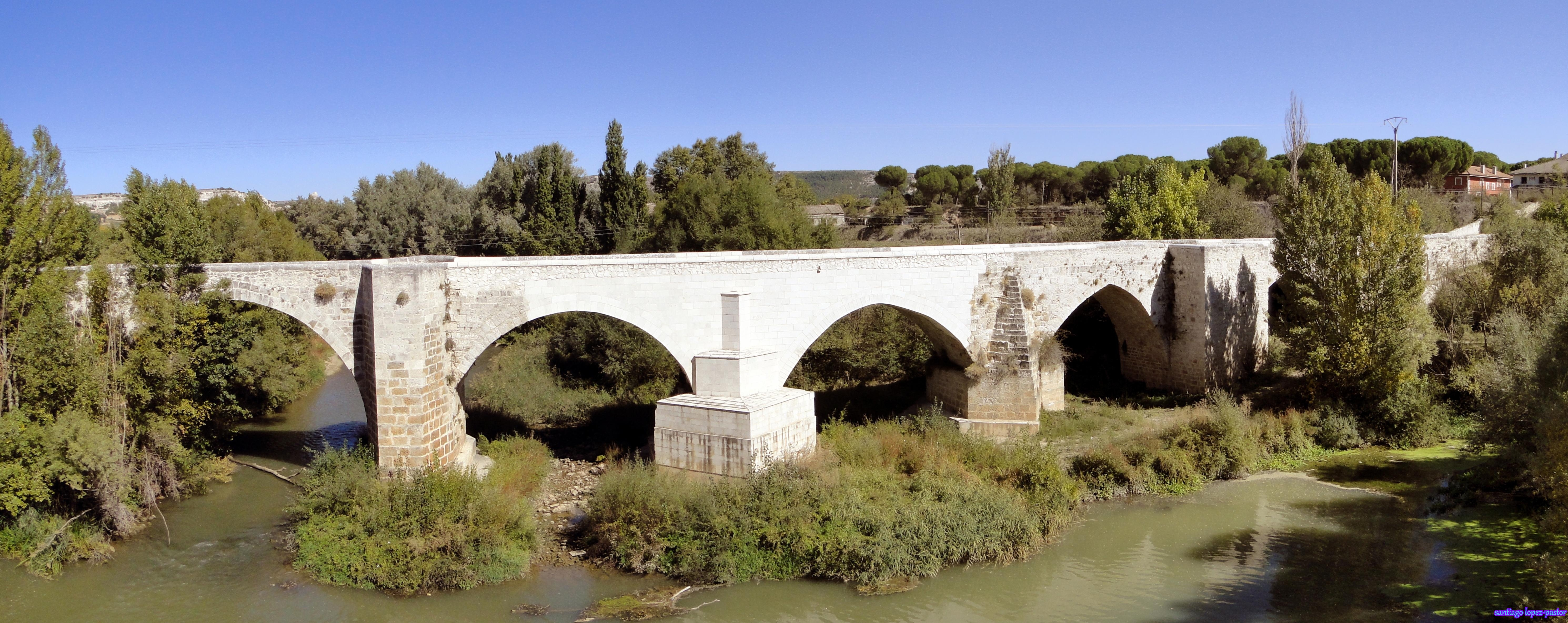
Puente medieval de Peñafiel sobre el río Duero

El término municipal de Peñafiel cuenta con ocho puentes que cruzan el río Duratón, el río Duero y el arroyo Botijas. En el casco urbano destaca el Puente del Mercado, también llamado Puente de la Leona (construido en 1864 que sustituye a un puente medieval reconstruido en época de Carlos III) y el Puente de la Judería (1972). Ambos cruzan el río Duratón. Fuera del casco urbano destaca el puente probablemente romano sobre el río Botijas. Al sur se encuentra el Puente del Valdobar (río Duratón) y al norte de la Villa destacan los dos puentes sobre el río Duero, uno de ellos es medieval (Puente medieval de Peñafiel).
- Torre del Reloj de la Villa de Peñafiel (BIC)

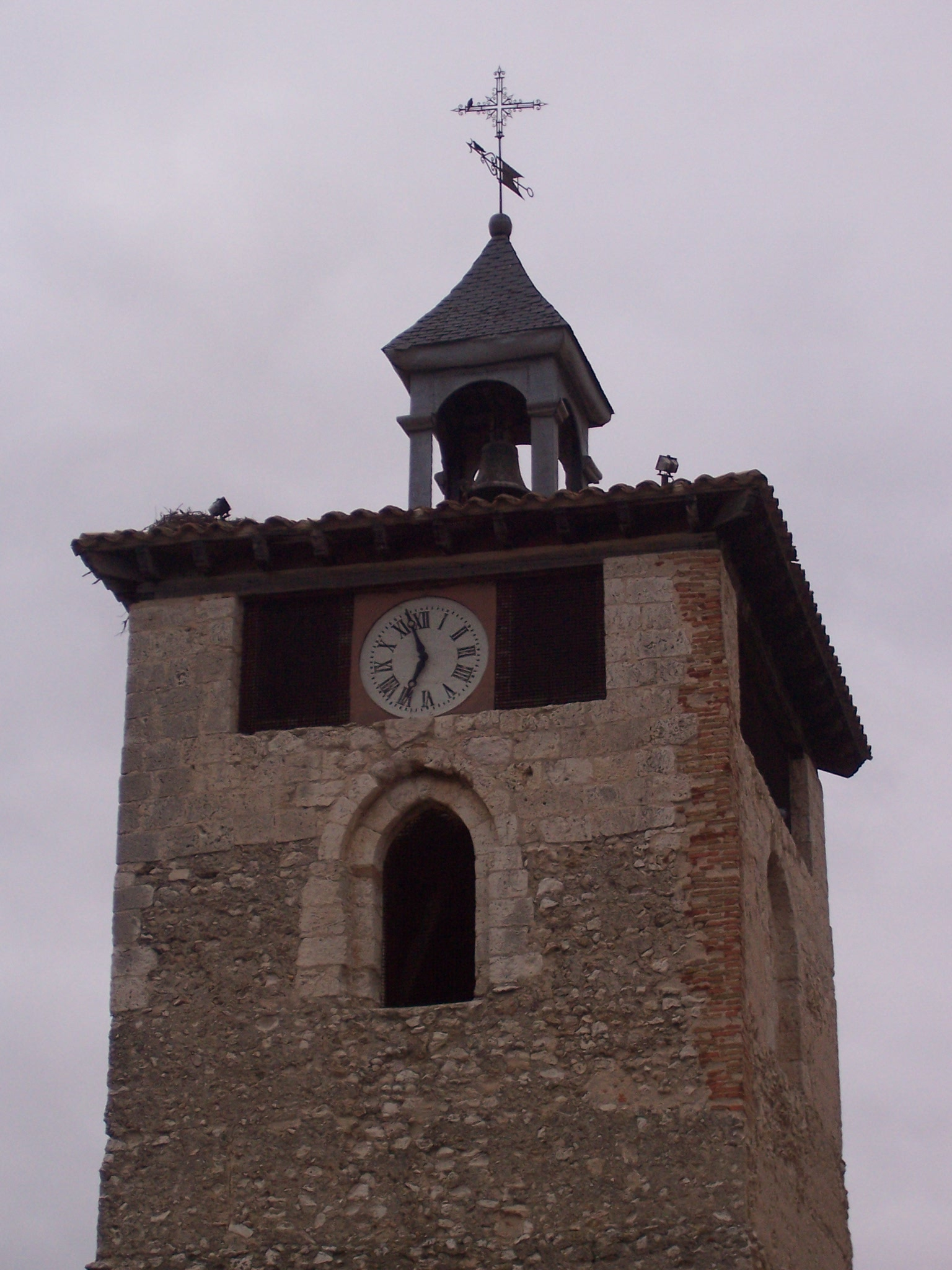
Torre del Reloj de la Villa de Peñafiel.

Torre de mampostería y de piedra que se yergue todavía sobre el barrio más antiguo de la Villa de Peñafiel. Formó parte de la iglesia de San Esteban de Peñafiel, edificio románico levantado en 1086, que, según los libros de fábrica de esta iglesia, se hundió en 1613. Parece ser que, tras las últimas investigaciones realizadas, ya en 1532 había una maquinaria de reloj mecánico instalada en la torre, a la cual se asignaron tres escudos para su reparación. 
En el Catastro de Ensenada, de 1752, se asignaban 100 reales por Regir el reloj. La maquinaria actual del reloj data del año 1884, construida por la empresa Francesa PROST FRÈRES y montada por el relojero de Valladolid José Martín de Velasco, que vino a sustituir a una maquinaria mucho más antigua. En 1897 también se documentan gastos de reparación del reloj, efectuados por el relojero de Peñafiel Celestino de Juana, que lo fue hasta su muerte en 1919. Sus últimas reparaciones las llevó a cabo en los años 1920 el relojero de Peñafiel Mariano Andrés. La Campana del Concejo, o Campana del Reloj, ha sido el instrumento que ha ido marcando la vida de los habitantes de Peñafiel desde muchos años, ya que también era utilizada por el Concejo de Peñafiel y por la propia parroquia. La Campana data de 1664, así como consta en sus inscripciones.
- Casa consistorial (siglo XIX)
- Plaza del Coso (Peñafiel) (BIC, siglos XIV - XVIII)

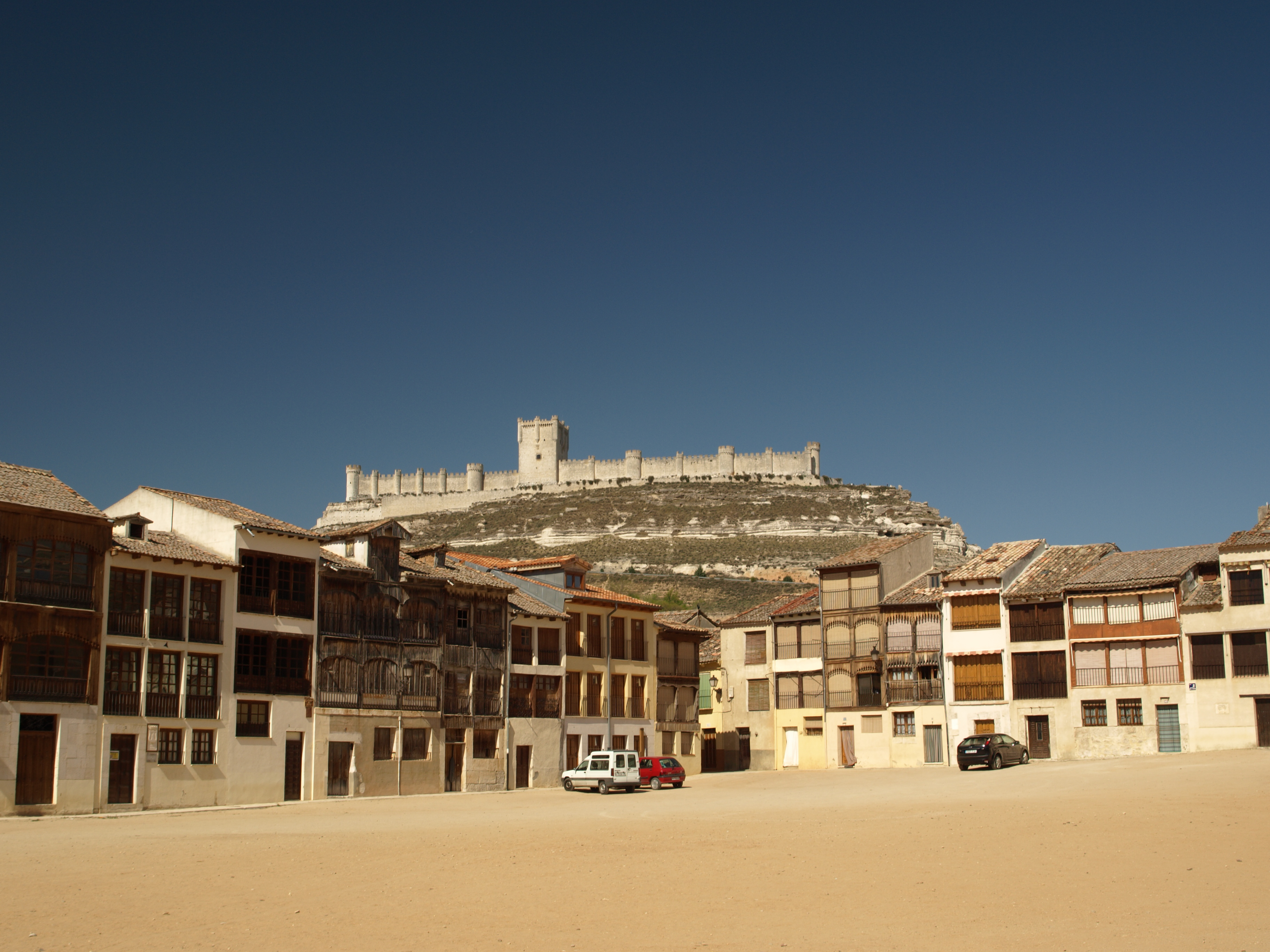
Plaza del Coso

En la plaza medieval de El Coso, llamada popularmente El Corro, anualmente se celebran fiestas y festejos con motivo de las fiestas de Nuestra Señora y San Roque del 14 al 18 de agosto, con grandes festejos taurinos y encierros de reses por la zona urbana. Por la tarde, se celebra corridas de toros populares en las que, aparte del sacrificio de uno o dos toros por parte de algún semi o profesional, se permite a los jóvenes efectuar carreras y toreo amateur de animales.
La suelta de toros en esta plaza está documentada a partir del año de 1433, siendo una de las plazas medievales de toros más antiguas de España.
Actualmente se atribuye a esta plaza el ser "Una de las primeras plazas mayores de España", dada por su singularidad. Su emplazamiento no constituye un espacio en el que preside un Ayuntamiento o Concejo o la plaza que se organiza en torno a una iglesia parroquial. Por ello su construcción se realizó desde antiguo para fines lúdicos, entre los que destacaban las justas y torneos medievales y posteriormente las sueltas y corridas de toros.
- Bodegas subterráneas

Son famosísimas[cita requerida] las bodegas subterráneas ubicadas en la falda del Castillo. Algunas son muy antiguas, de finales del siglo XV. Las hay de grandes dimensiones, aproximadamente entre 150 y 200 metros de galerías, donde antiguamente antes de crearse las nuevas cooperativas o bodegas,[cita requerida] los cosecheros del vino lo guardaban en estas galerías que mantienen durante todo el año la misma temperatura (aproximadamente 15 °C)[cita requerida] y humedad relativa (aproximadamente un 80 %),[cita requerida] lo que permitía conservarlo en perfecto estado. Las más conocidas se llaman "la pólvora", "perotes", "las monjas" "San Juan", porque muchas de ellas eran en parte de las congregaciones religiosas. Entre éstas se encuentran las Bodegas Protos, que con más de 2 km de galerías y 3.000 barricas, son las mayores de la zona, ampliadas por el célebre arquitecto británico Richard Rogers, ganador del Premio Pritzker en 2007.

### Arquitectura religiosa
- Parroquias

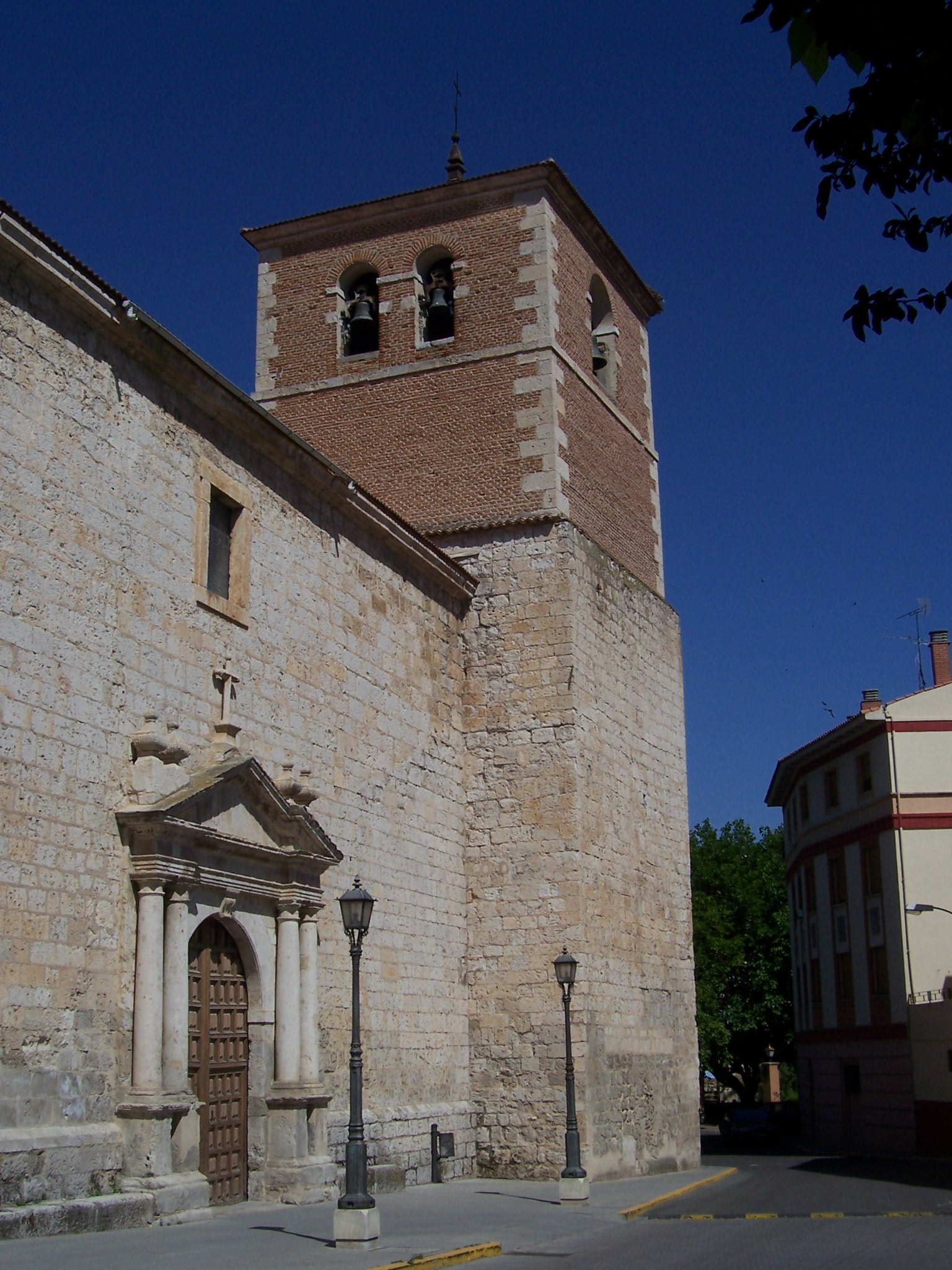
Iglesia parroquial de San Miguel de Reoyo.

Actualmente, la villa de Peñafiel conserva patrimonialmente 2 de sus 18 parroquias históricas: San Miguel de Reoyo y Santa María de Mediavilla. Aunque la iglesia de Santa María de Mediavilla es actualmente Museo comarcal de Arte Sacro, la iglesia parroquial de San Miguel de Reoyo es la actual parroquia y una donde se sigue ofreciendo culto. También se ofrece culto en la iglesia de San Pablo (iglesia conventual del mismo convento, que es dirigido desde 1882 por los Padres Pasionistas) y en la iglesia de Santa Clara los domingos a las 10 de la mañana, desde el 13 de junio hasta el 1 de noviembre.
La iglesia parroquial de San Miguel de Reoyo es un gran edificio de piedra construido a finales del siglo XVI, en estilo Herreriano. En la nave del Evangelio se encuentra la antigua cabecera de la iglesia románica de finales del siglo XII, utilizada como sacristía y posteriormente capilla bautismal. Alberga en el interior un gran número de retablos barrocos, procedentes algunos de las antiguas parroquias de la villa, como la desaparecida iglesia del Salvador.
Santa María de Mediavilla es una iglesia de estilo gótico del siglo XV, aunque conserva de un anterior edificio de estilo románico la puerta de acceso al antiguo osario de la iglesia. El coro se realiza en el siglo XVI, en estilo plateresco; y en 1663 se reedifica la torre barroca ya que la anterior torre gótica se había hundido, finalizándose en 1686. Alberga en la actualidad el Museo comarcal de Arte Sacro de la Comarca de Peñafiel, siendo como colección más importante y relevante el gran número de cruces procesionales de plata, de un gran valor histórico y artístico.
- Órdenes monásticas

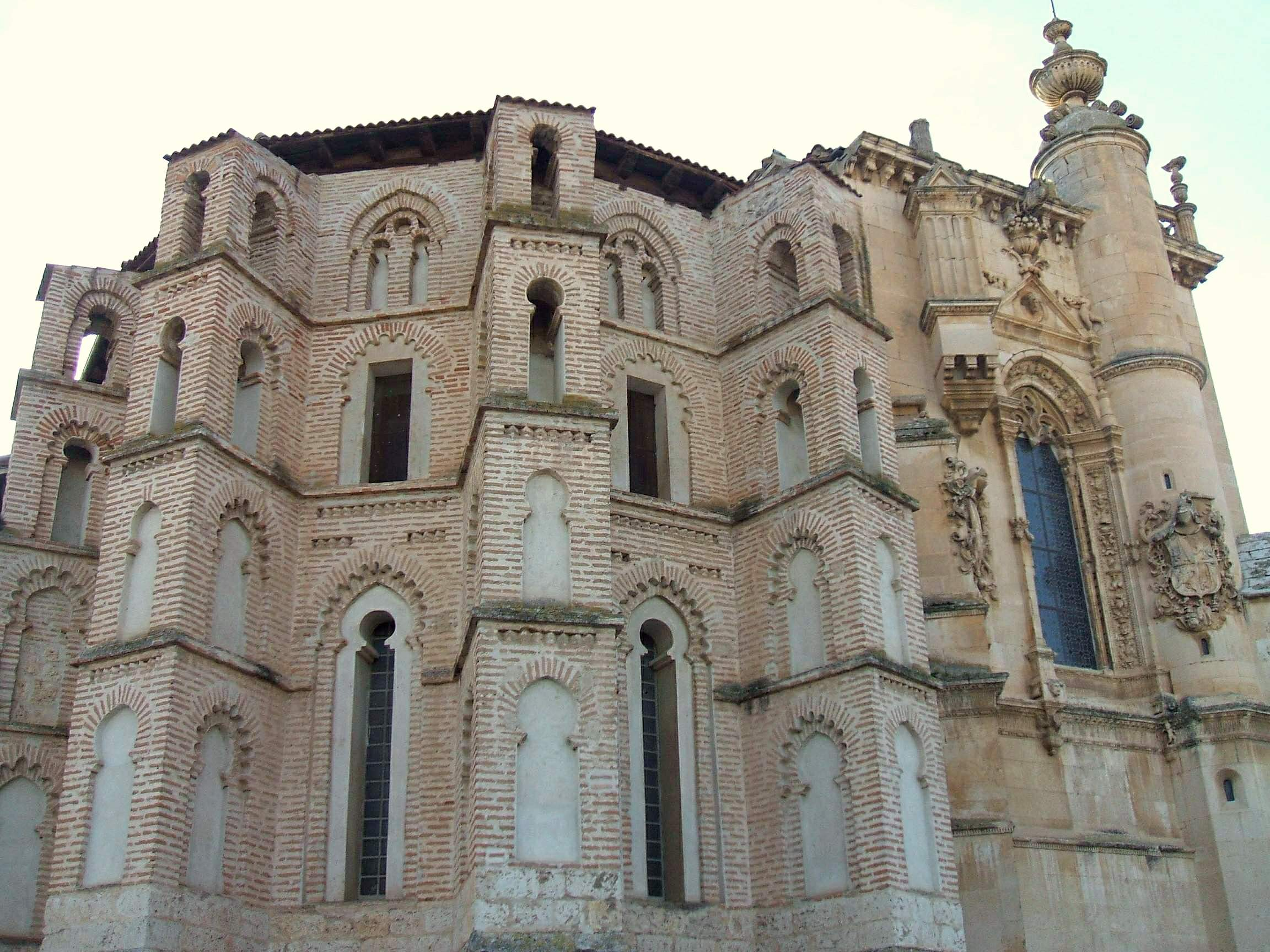
El Convento de San Pablo, edificado sobre el antiguo Alcázar de Alfonso X

Vinculadas a los monasterios de Frailes Pasionistas (Anteriormente Dominicos) y Monjas Clarisas, y todavía perduran sus iglesias adosadas a la zona conventual.
En esta villa se conserva la iglesia del Convento de San Pablo (BIC, siglo XIV, estilo gótico-mudéjar) todavía vinculada a los Padres Pasionistas, aunque todo el convento es de titularidad arzobispal.
Al otro lado del río Duratón aparece el Convento de Santa Clara (Peñafiel) (BIC, siglo XVII), actualmente sin vinculación a las Monjas Clarisas ya que la última comunidad de clarisas marchó en 2003. La iglesia conventual, de estilo barroco y de planta centralizada en forma de octógono alargado, se ha desvinculado totalmente del conjunto del convento, ya que el mismo se vendió a particulares y ahora forma un hotel.
Se conserva en ruinas, actualmente, la cabecera del antiguo Convento de San Francisco. Fue uno de los conventos más antiguos de Peñafiel, construido en estilo gótico en el siglo XIII.
- Ermitas y humilladeros

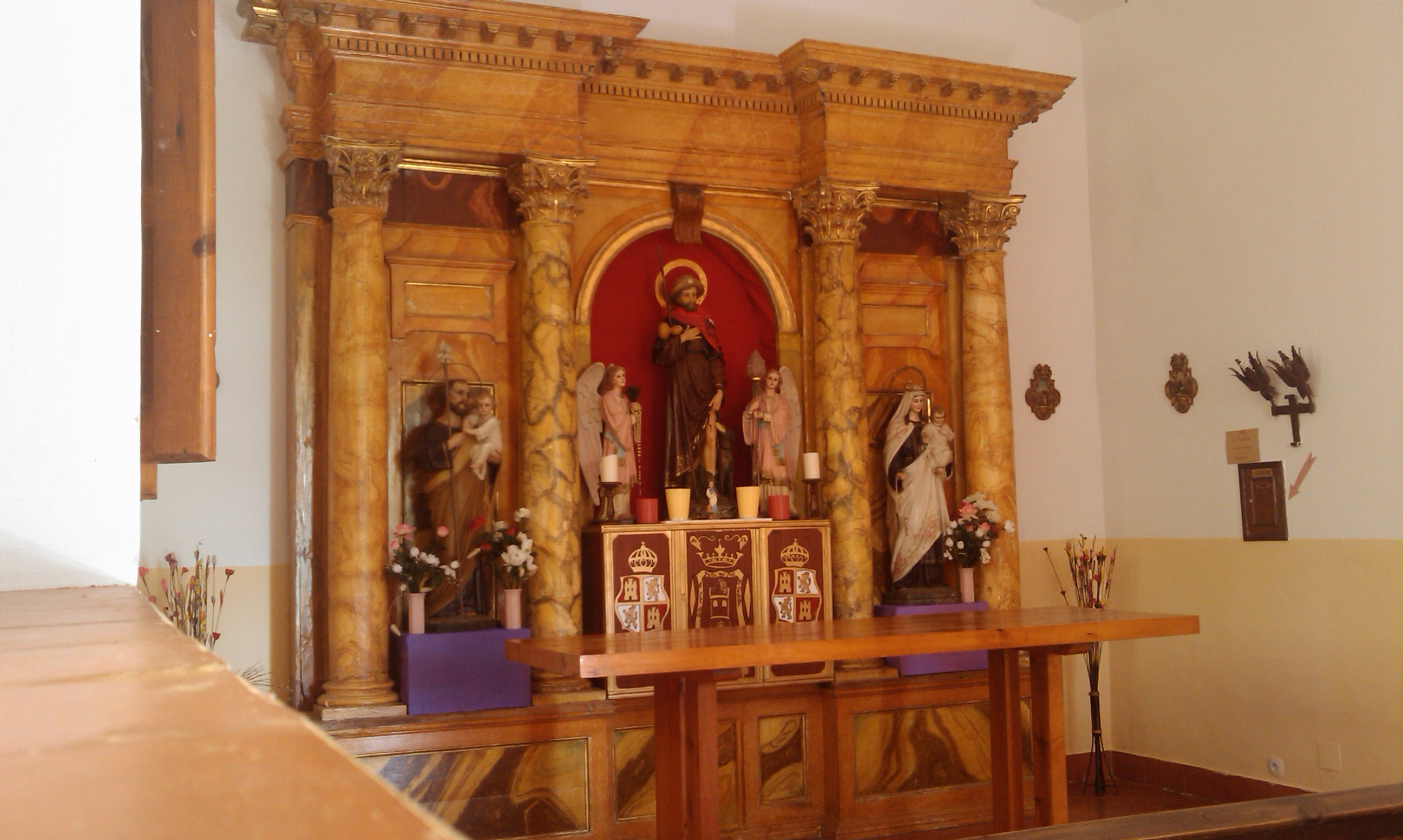
Ermita de San Roque del Valdobar

Fuera del casco histórico, destacan las dos ermitas que posee actualmente Peñafiel. Desde la plaza de los Comuneros (antiguamente plaza del Mercado) hacia la carretera de Valladolid, cuyo tramo transcurría por el interior de Peñafiel, destaca al final del antiguo caserío la ermita del Santísimo Cristo del Humilladero. Este lugar simplemente se llama El Cristo, y al lado se situaban las antiguas Eras del Cristo. La ermita es un edificio sencillo, levantado sobre un antiguo humilladero en el año 1863 reinando Isabel II de España. Su construcción es de mampostería contando con un basamento de sillería. En el interior se guarda una talla de madera policromada del Santo Cristo, del siglo XVI, guardada por un retablo Neoclásico.
La ermita de San Roque del Valdobar se localiza en el paraje natural del Valdobar, una zona rodeada por el Río Duratón, formando ribera en torno a su cauce. Construida en el interior de la antigua casa del agua (alojaba por entonces los motores del riego del agua potable que abastecía a Peñafiel). En el interior se conserva la talla de San Roque del Valdobar guardada por un precioso retablo neoclásico de madera realizado en el siglo XVIII. La ermita es de titularidad municipal.

## Cultura

### Bajada del Ángel, Domingo de Resurrección
El Domingo de Resurrección se celebra en la plaza del Coso, una plaza rectangular y enmarcada de casas antiguas de aproximadamente 3500 m², la Bajada del Ángel, declarada Fiesta de Interés Turístico Nacional el 30 de junio de 2011. Es de origen medieval y se conserva con características similares a las de Aranda de Duero (Burgos), Alfarrasí (Valencia) y Tudela (Navarra). La escenificación corría a cargo de la Cofradía del Santísimo Sacramento (sus libros de cuentas comienzan aproximadamente en 1640) y se representaba en tres lugares diferentes de Peñafiel (plaza del Salvador, plaza de España y plaza de San Miguel de Reoyo; según a que cofradía tocase su representación). Tras la desaparición de la iglesia de San Salvador de los Escapulados (desmantelada a partir de 1959 hasta 1965), la fiesta se trasladaría, con el tiempo, hasta la plaza del Coso (Donde actualmente se celebra y corriendo cargo de la escenificación por el propio Ayuntamiento de Peñafiel).
La más antigua anotación se encuentra documentada desde 1799, indicando Los gastos ordinarios y extraordinarios de la función en el año 1799. Presenta una clara significación de según costumbre antigua (Libros de Actas de la Cofradía del Santísimo Sacramento, Libro II, Peñafiel, años 1774 al 1799).

### Nuestra Señora y San Roque
Programa

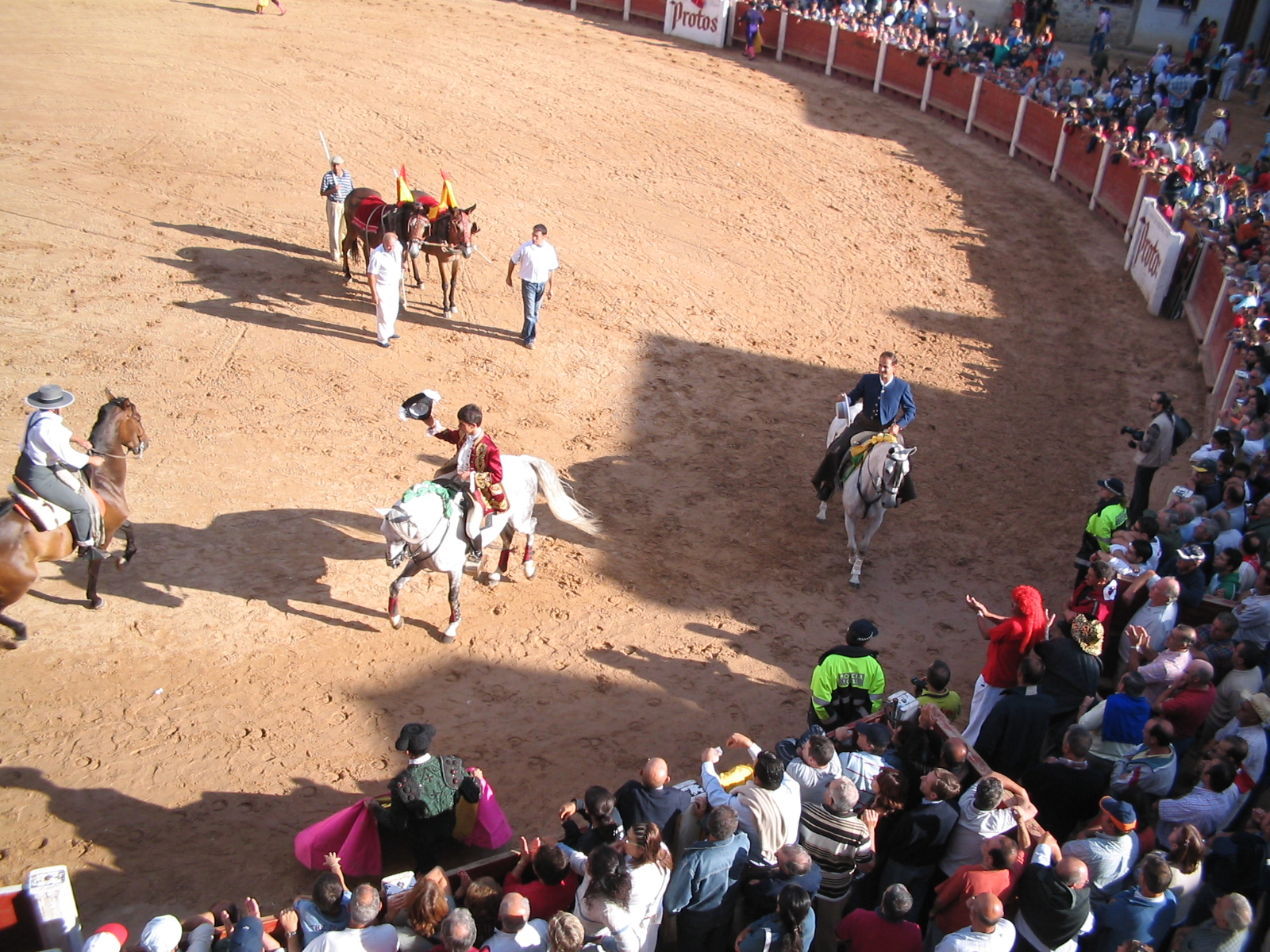
Rejoneadores en la plaza de Peñafiel

Las fiestas de Nuestra Señora y San Roque se celebran anualmente del 13 al 18 de agosto. Están declaradas de Interés Turístico Regional en 1997, y son curiosas por los encierros, las capeas con dos toros a la vez, uno por dentro y otro por fuera del ruedo, y el popular Chúndara, versión para charanga del pasodoble La Entrada de Quintín Esquembre
Se inician el día 13 con el desfile de peñas. El día 14 a las doce del mediodía en la plaza de España se lanza el chupinazo y empiezan oficialmente las fiestas, donde la banda municipal de Peñafiel, toca el primer chundara mientras suenan las campanas de la iglesia de Santa María de Mediavilla.
Después es el desfile de gigantes y cabezudos por las calles del municipio.
Por la tarde se celebra el Desencajonamiento de los novillos-toros que serán lidiados durante las fiestas y posteriormente se termina con una suelta de toros dentro del ruedo, después la merienda en la ribera del Valdobar, en el Duratón, y por la noche la verbena en la plaza de España.
Los siguientes días se comienza la fiesta a las nueve y media de la mañana, con los encierros, que salen a las nueve y media y al ser expuesta la talla de San Roque del Valdobar (Que se deposita en la ermita del Valdobar) desde los corrales del cortijo del Valdobar, avanzando por la calle de las Afueras de Don Juan Manuel y hasta la plaza del Coso. A continuación se celebran las famosas capeas, con un toro por dentro del ruedo y otro por fuera, creando situaciones especiales.
Desde las cinco de la tarde hasta las siete menos cuarto tiene lugar el Chúndara. Se trata de un baile (pasacalles) cuya música es una adaptación del pasodoble La Entrada de Esquembre que en Peñafiel la banda municipal de música toca sin cesar desde la plaza de España hasta la plaza del Coso.
Después se celebran las novilladas por profesionales, y cuando estas terminan comienzan las capeas para los jóvenes.
Cenas en las bodegas, verbenas y la diversión hasta la hora del encierro completan los días festivos.
Proceso Histórico
En los años 1920, el alcalde Bernardo de Frutos, no concedió la lidia de un toro después del encierro, el pueblo se alborotó y a Bernardo le faltó mano izquierda, no hubo fiesta, pero el pueblo se divirtió de otra manera. Se hizo un simulacro de entierro del alcalde, al grito de "¿Quién se ha muerto? Don Bernardo". Una de las canciones que se cantaban decía:
"Sr. Alcalde Mayor
miedo nos has demostrado
has formado la guardia
para mandar retirarnos.
Pueblo de Peñafiel,
decimos en alta voz
echa los toros al prado
que no queremos función".
Desde tiempo inmemorial, los toros pastaban en el término de Pajares y los encierros se hacían desde allí. El primer día era obligado que los toros entraran en la plaza porque sino no había fiesta. Alrededor de 1950 se comenzó a desencajonar en la plaza del Coso los toros de muerte, para asegurar que habría lidia. Ya en uno de los años de la década de 1950, siendo alcalde Don Victoriano Lerma. hubo un conato de acabar con el encierro, haciéndose un corral en el Valdobar y suprimiéndose los caballos. Se escaparon todos los toros, y con este fracaso del encierro y la presión popular, la tradición continuó. En 1983, siendo alcalde Miguel-Ángel Alonso Tombo, sólo el día de la Asunción de Nuestra Señora se hizo el encierro en la forma tradicional, el día 16 en honor de S. Roque, se trajeron los toros desde Pajares en un camión y se soltaron en la empalizada del camino. Desde entonces, los encierros tradicionales a campo abierto se cambiaron por los encierros o carreras de toros al estilo de Pamplona en un espacio cerrado. Hacia el año 2005 se dota el recorrido del encierro de doble vallado.

### Deporte
- Atlético Peñafiel, club de fútbol 11.
- CD San Roque, club de fútbol 7 y 11 para niños
- CD Villa de Peñafiel, club de fútbol sala
- CD Peñafiel Basket, club de Baloncesto
- Club Pirañas Peñafiel, club de hockey y rugby subacuático
- CD Peñafiel Pádel, club de pádel

## Ciudades hermanadas
- Villena (Alicante) (1982), con motivo del 700 aniversario del nacimiento de Don Juan Manuel.
- Escalona (Toledo) (1982), con motivo del 700 aniversario del nacimiento de Don Juan Manuel.
- Penafiel (Oporto).